# Nimbus
Un nimbus o nimbo es una nube de altura media que produce precipitación. Son de color gris oscuro y su base es irregular. Por lo general, la precipitación llega al suelo en forma de lluvia, granizo o nieve. Sin embargo, la precipitación no es un requisito. La caída de las precipitaciones pueden evaporarse como virga. Aparecen en nubes cumulonimbus y nimbostratus.
Estas nubes cierran el cielo de manera que no dejan pasar la luz del sol debido a su gran densidad y espesor. Los nimbos también puede producir descargas eléctricas (rayos).

## Etimología
Nimbus es una palabra latina que significa ‘nube de lluvia’ o ‘tormenta de lluvia’. El prefijo ‘nimbo-’ o el sufijo ‘-nimbus’ indica una nube de precipitación; por ejemplo, una nube nimbostratus es una nube stratus de precipitación, y una nube cumulonimbus es una nube cúmulus de precipitación.

## Clasificación
Según de las nubes de las que se hayan formado y su altura en la atmósfera se clasifican en: 
- Cumulonimbus: nimbos de crecimiento vertical formados a partir de cúmulos en las partes medias o bajas de la atmósfera;
- Nimbostratus: nimbos de crecimiento horizontal, formados a partir de estratos en las partes medias o bajas de la atmósfera.